# Модулация (техника)
Вижте пояснителната страница за други значения на Модулация.
Модулацията представлява пренасяне на спектъра на сигнала, носител на информация във високочестотната област. Това се постига чрез изменение на параметрите на високочестотен сигнал, наречен носещ, под въздействието на сигнала, носител на информация, наречен модулиращ. Трябва да се отбележи, че понятието „високочестотна област“ е относително и само изразява зависимостта:
f0 >> FМ,
където f0 е честотата на носещия сигнал;
Fм e честотата на модулиращия сигнал.
Основното уравнение за модулиран сигнал е:
S(t)=Akcos(ωct + φ),
където:
Ak – амплитудата на сигнала;
ωct – честотата на сигнала;
φ – началната фаза.

## Видове модулация
За формирането на различни видове модулации е необходимо да се измени някой от параметрите на носещия сигнал. В зависимост от изменяния параметър съществуват следните видове модулации:
1. Амплитудна модулация (АМ) – при нея се променя амплитудата на носещия сигнал пропорционално на амплитудата на модулиращия сигнал;
2. Фазова модулацияЧестотна модулация (ЧМ или FM – frequency modulation) – променя се честотата на носещия сигнал пропорционално на амплитудата на модулиращия сигнал;
3. Импулсна модулацияФазова модулация – променя се положението (ъгълът) на синусоидата на носещия сигнал пропорционално на амплитудата на модулиращия сигнал. Ъгловата модулация е с два подвида – честотна (ЧМ) и фазова модулация (ФМ). В GSM връзките се използва GMSK.
4. Делта модулацияИмпулсна модулация – при нея носещият сигнал се излъчва под формата на поредица от импулси и се променят параметрите на тази поредица (амплитуда, честота, фаза, широчина) пропорционално на амплитудата на модулиращия сигнал. Различаваме:
а) Амплитудно-импулсна модулация (АИМ)
б) Честотно-импулсна модулация (ЧИМ)
в) Фазово-импулсна модулация (ФИМ)
Квадратурна амплитудна модулация. QAMг) Широчинно-импулсна модулация (ШИМ)
д) Делта модулация
е) Импулсно-кодова модулация (ИКМ)
ж) Квадратурна амплитудна модулация (QAM)
* Модулация с непрекъсната вълна – CW

Импулсната модулация се използва основно в системите за телеметрия и управление. Морзовото излъчване НЕ Е импулсна модулация. Делта модулацията се различава съществено от останалите видове импулсна модулация. Тя се използва основно за компресиране на информацията с цел намаляване на обема ѝ.
Все повече в съвременната техника се използва модулацията на цифрови сигнали, която се нарича манипулация. Както при аналоговата модулация, така и при нея параметърът, чието изменение е носител на информацията, може да бъде амплитудата, честотата или фазата.

## Индекс на модулацията
Индексът на модулация {\displaystyle \mathrm {M} /f} представлява съотношението между максималната стойност на носещата честота и максималната стойност на модулиращата честота.
Когато носещата честота е модулирана на 100%, се приема, че индексът на модулация е 1. Повечето предаватели работят в тази зона. При максималната стойност на девиация се също се приема стойност 100%.
За различните приложения стойността на индексът в големите предаватели е строго категоризиран от международните изисквания.